# Шеин, Сергей Павлович
Сергей Павлович Шеин (8 (20) августа 1857 — 15 (28) мая 1905) — русский морской офицер, капитан 1-го ранга, герой Цусимского сражения.

## Биография
Поступил в Морской Корпус 16 апреля 1875 года. 1 апреля 1878 — Гардемарин, * 30 августа 1879 — Мичман. 1 января 1884 — Лейтенант.
С 27 сентября 1891 — адъютант управляющего Морским министерством.
6 декабря 1894 «за отличие по службе» удостоен звания капитана 2-го ранга.
С 13 июня 1896 по 28 февраля 1898 — старший офицер крейсера 1-го ранга «Рюрик».
С 1 июня 1898 — Морской агент во Франции. Принимал участие в работе международной конференции в Гааге.
6 декабря 1902 «за отличие по службе» удостоен званием капитана 1-го ранга.
С 5 февраля 1901 по 7 октября 1902 — Командир канонерской лодки «Храбрый».
С 6 апреля 1903 — Командир крейсера 1-го ранга «Светлана».
Участвовал в Цусимском походе и сражении в качестве начальника разведывательного отряда. Погиб в бою 15 мая 1905 года. Исключен из списков 6 июня 1905.
Сергей Павлович был женат на фрейлине княжне Екатерине Александровне Урусовой, дочери камергера Александра Михайловича Урусова и Леониллы Лазаревны Лазаревой, правнучке князя А. М. Урусова и внучке генерал-лейтенанта Л. Е. Лазарева. После трагической гибели супруга Екатерина Александровна не снимала траур, посвятив себя благотворительности. Она построила церковь в имении мужа, больницу в семейном имении Лапотково (Крапивенский уезд Тульская губерния) и т. д.

## Отличия
- Бронзовая медаль за труды в проведении первой российской переписи населения (1897)
- Орден Святого Владимира III степени (06.12.1904)
- Орден Святого Владимира IV степени с бантом (22.09.1903)
- Орден Святой Анны II степени (14.9.1899)
- Орден Святого Станислава II степени (01.01.1894)